# San Giovanni in Oleo
San Giovanni in Oleo ("São João no Óleo") é uma pequena igreja de Roma dedicada a São João Evangelista que, segundo a tradição, localiza-se no local onde ele teria sobrevivido a uma tentativa de execução perto da Porta Latina na Muralha Aureliana.
Segundo a lenda, em 92, João teria sido imerso em óleo quente pelo próprio imperador romano Domiciano e sobreviveu ileso enquanto a multidão gritava para que ele fosse poupado. Domiciano condenou-o então ao exílio na pequena ilha de Patmos, onde o apóstolo teria escrito o Apocalipse. Ainda segundo a tradição, depois disto, ele teria viajado para Éfeso, onde morreu. Tanto a tradição quanto o plano central da igreja, muito utilizado em oratórios construídos em locais de martírio, apoiam a tese de uma data no século V para sua construção.
A igreja atual é uma capela octogonal renascentista do século XVI e atribui-se sua construção a Bramante e Antonio da Sangallo, o Jovem. Uma restauração posterior por Borromini modificou o telhado ao instalar uma cruz sobre uma orbe decorada com rosas e acrescentando um friso decorado com rosas e palmeiras. Na porta está o brasão do prelado francês Benoît Adam, com o moto "Au plaisir de Dieu". 
Os afrescos, que mostram a tentativa de execução de São João, são de Lazzaro Baldi e foram pintados em 1716.

## Galeria

Imagens da igreja
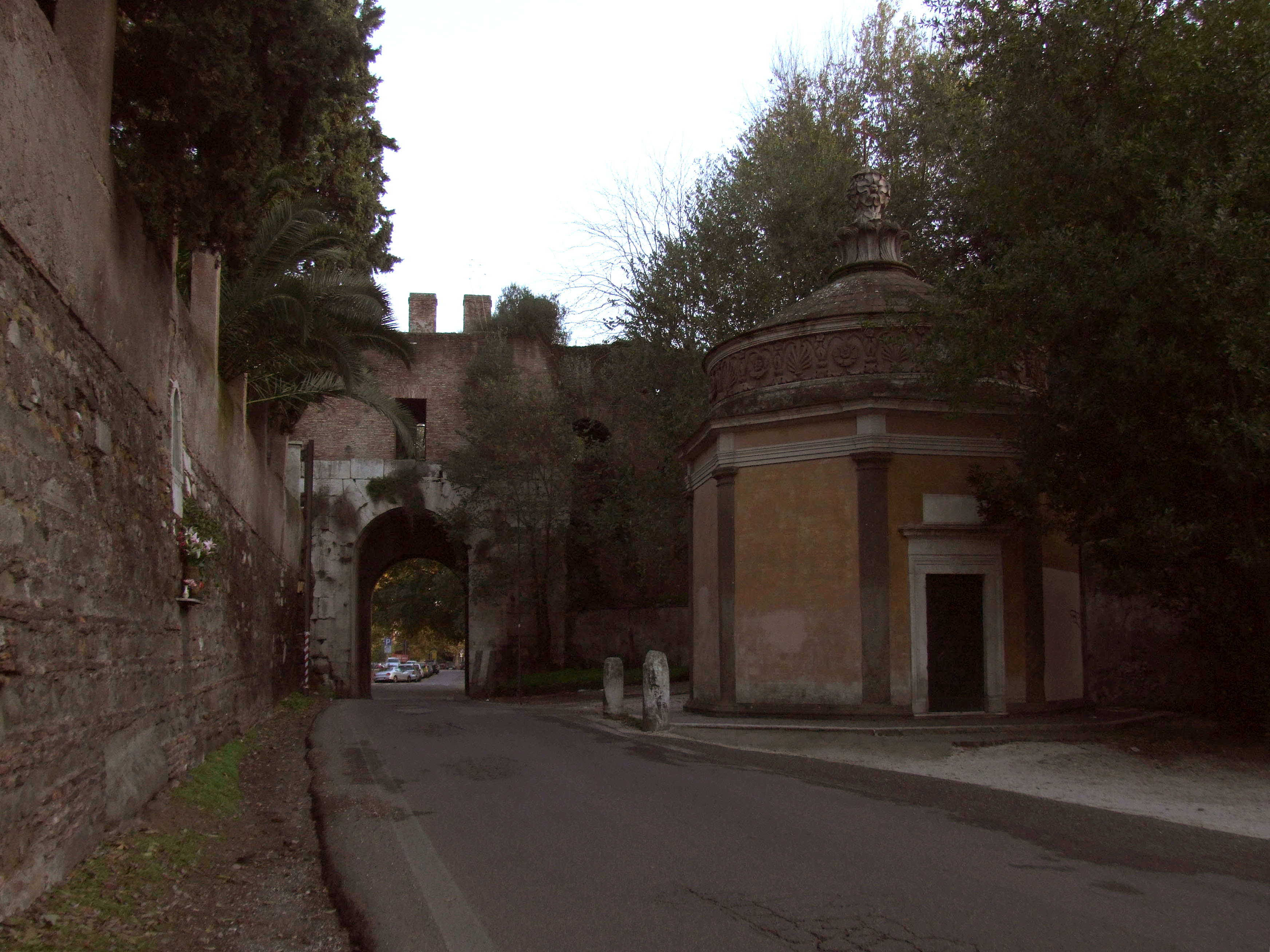
San Giovanni e a Porta Latina
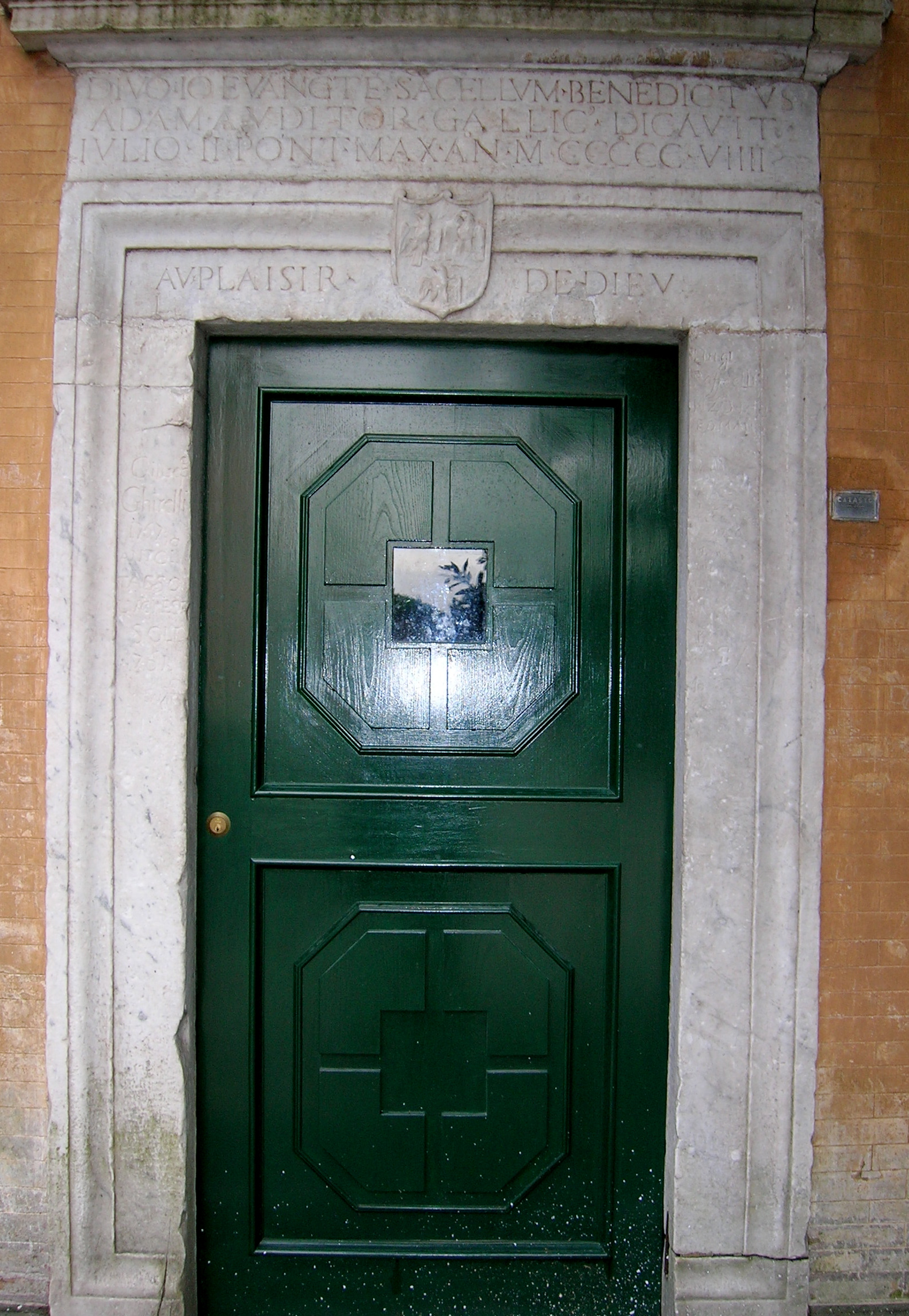
Porta
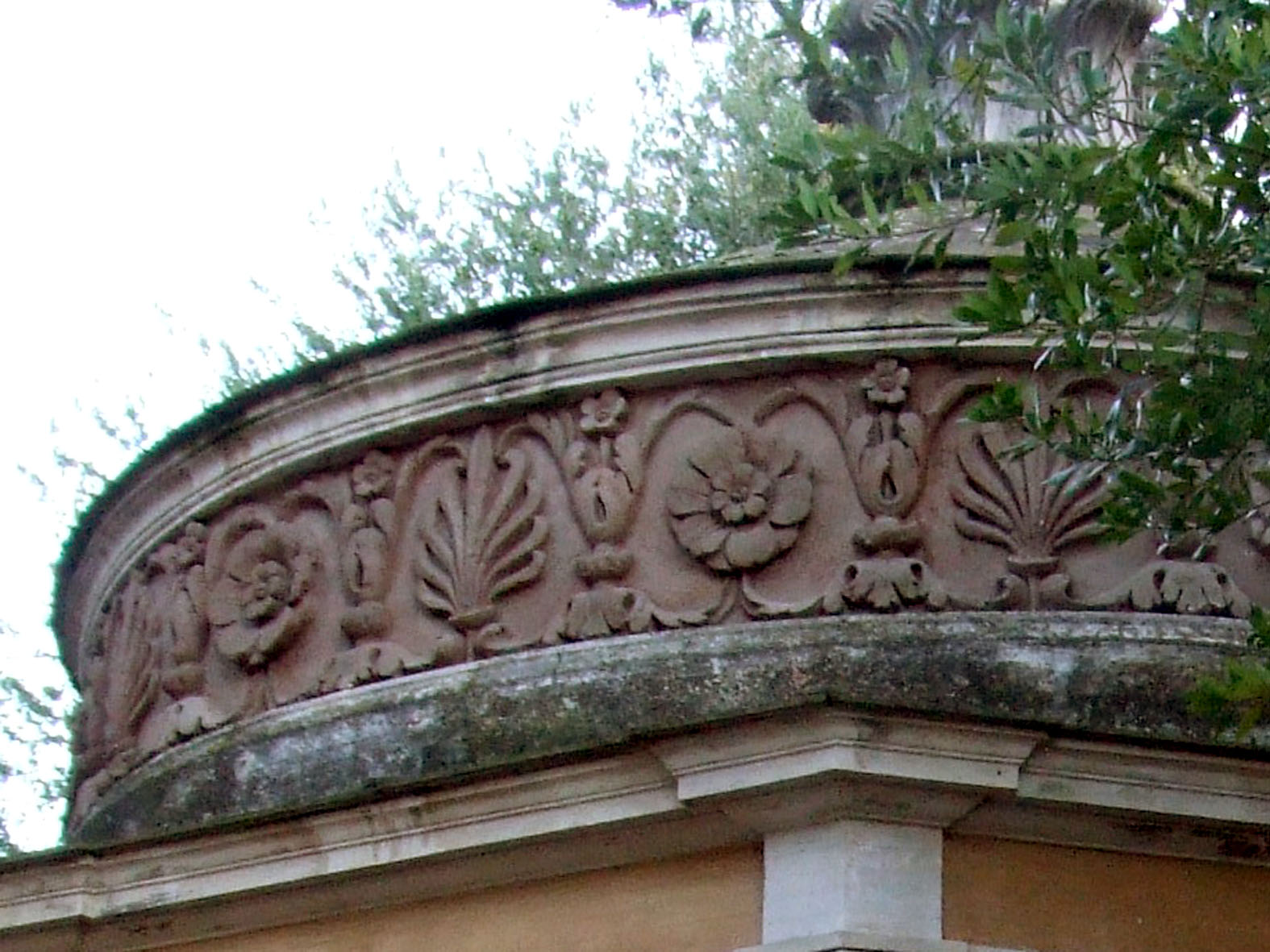
Friso acrescentado durante a reforma de Borromini